# Св. св. Теодор Тирон и Теодор Стратилат (Куклен)
„Св. св. Теодор Тирон и Теодор Стратилат“ или „Свети Тодор“ е източноправославна старинна църква, която се намира в Куклен, община Куклен, област Пловдив.
Църквата е създадена през 1820 година по време на османското владичество, като самата църква е издълбана от 3 до 5 метра под земята, според османския закон за строене на църкви. Поради това, че църквата не е ремонтирана от изграждането ѝ, има инициирана дарителска кампания за спасяване на църквата и уникалните ѝ стенописи.
Църквата е изписана в 1848 година от зограф Макарий Дебърски, както свидетелства запазеният ктиторски надпис, разположен над входа на западната фасада: 
| „ | ΝΑΟC ΤΟΥ ΑΓΙΟΥ ΘΕΟΔΩΡΟΥ CΥΝΔΡΟΜΟΝ/ ΠΑΝΑΓΙΟΤΗC ΘΕΟΧΑΡΗ ΚΑΙ ΤΟΝ CΥΝΑΠΤΟΝ/ ΕΙCΤΟΡΗΣΘΕΙ ΕΝ ΕΤΗ 1848 ΜΑΪΟΥ 5/ ΖΟΓΡΑΦΟΣ ΜΑΚΑΡΙΟΣ ΝΤΕΜΡΙΛΙΣ. | “ |

В 1904 година стенописите са съсипани от мащабно надживописване, според насписа под сцената Полагане в гроба. От оригиналните стенописи са са частично запазени няколко изображения на различни места, както и отделни надписи. Стенописите не са в добро състояние.